# 串田彗星
144P/串田（144P/Kushida）是一顆短週期彗星，是串田嘉男於1994年1月在日本的八岳山南麓天文台觀測六分儀座的星空時發現的。串田彗星發現時僅有13等，且當時已經通過近日點。日本天文學家在1月9日宣布串田彗星的發現。這是1994年發現的第一顆彗星，也是串田在一個月內第二次發現的新天體。

## 軌道
根據1994年1月9日至11日期間收集的數據，中野主一計算出它通過近日點的日期為1993年12月5.33日，近日點的距離為1.36 AU。相對於黃道面的低傾角，使中野認為這顆彗星可能是一顆短週期彗星。1994年1月14日，丹尼爾·格林（Daniel W. E. Green）證實了中野的建議，並在IAU通報5922上發表了一個短週期軌道。根據1月9日至13日期間獲得的29個位置，格林確定了近日點日期為1993年12月12日至29日，近日點距離為1.37AU，軌道週期為7.20年。
使用1994年1月7日至7月9日期間獲得的300多個位置，派翠克·羅徹（Patrick Rocher）改進了計算，並確定了近日點距離為1.367 AU，近日點日期為1993年12月12.862日，軌道週期為7.366年。

## 外部連結
- Orbital simulation （页面存档备份，存于） from JPL (Java) / Horizons Ephemeris （页面存档备份，存于）
- 144P/Kushida history from Gary W. Kronk's Cometography
- 144P/Kushida （页面存档备份，存于） – Seiichi Yoshida @ aerith.net

| 週期彗星                       | 週期彗星 | 週期彗星                      |
| ------------------------------ | -------- | ----------------------------- |
| 前一顆彗星 科瓦爾-姆爾科斯彗星 | 串田彗星 | 後一顆彗星 舒梅克-李維5號彗星 |
| 週期彗星列表                   |          |                               |